# Donationware
Donationware is een licentiemodel waarbij volledig operationele software door de auteur wordt gegeven aan een gebruiker, waarna de gebruiker verzocht wordt een donatie te betalen aan de programmeur van die software of aan een derde partij (meestal een non-profit). Het kan zijn dat de auteur een minimumbedrag vaststelt voor deze donatie, maar meestal kan de gebruiker zelf kiezen hoeveel hij wil geven.
Daar donationware volledig operationeel is en betaling optioneel, is het eigenlijk een vorm van freeware. Het vertoont echter ook overeenkomsten met shareware daar er meestal een betaling voor gedaan wordt, of in elk geval van de gebruiker wordt verwacht dat hij betaalt.
Een voorbeeld van donationware is de teksteditor Vim.